# Город 24
Город_24 — первое в Брянской области региональное информационное агентство, распространяющее новости Брянска и Брянской области, а также с 1 июня 2010 года — новости Смоленска и Смоленской области, с 1 августа 2011 года — новости Орла и Орловской области от собственных корреспондентов и редакционные материалы. Сфера вещания охватывает собственно Брянскую, Смоленскую и Орловскую области, а в результате распространению новостей по соглашению с федеральным информационным агентством Regnum — всю Россию.
Ежедневно на основной ленте агентства появляется более 30 новостей. Новости рубрицируются по темам, одновременно осуществляется кросс-постинг в корпоративный блог.

## История
Зарегистрировано 27 июля 2001 года Мариной Рулинской и Игорем Климовым, но неформальное объединение журналистов, именующее себя «информационным агентством», начало свою деятельность 20 июня 2000 года (название «Город_24» было придумано в октябре 2000 года). С момента основания агентства и по состоянию на начало 2013 года главным редактором является Игорь Климов.
В первый состав агентства входили: Игорь Климов, Людмила Климова, Светлана Терехова, Марина Алексашина, Алёна Васильева, Александр Макаренко, Борис Тришкин.